# Еніс Гавазай
Еніс Гавазай (алб. Enis Gavazaj, нар. 21 березня 1995, Прізрен, Албанія) — албанський футболіст, півзахисник клубу «Скендербеу». Виступав за молодіжну збірну Албанії.
Чемпіон Бельгії.

## Клубна кар'єра
Вихованець юнацьких команд футбольних клубів «Приштина» та «Гент».
У дорослому футболі дебютував 2012 року виступами за команду клубу «Приштина», в якій провів один сезон.
Своєю грою за цю команду привернув увагу представників тренерського штабу клубу «Гент», до складу якого приєднався 2014 року. Відіграв за команду з Гента наступний сезон своєї ігрової кар'єри.
2015 року уклав контракт з клубом «Руселаре», у складі якого провів наступний рік своєї кар'єри гравця.
До складу клубу «Скендербеу» приєднався 2016 року.

## Виступи за збірні
2012 року дебютував у складі юнацької збірної Албанії, взяв участь у щести іграх на юнацькому рівні.
Протягом 2013—2016 років залучався до складу молодіжної збірної Албанії. На молодіжному рівні зіграв у 12 офіційних матчах, забив 1 гол.

## Статистика виступів

### Статистика клубних виступів
| Сезон                  | Команда                | Чемпіонат              | Чемпіонат | Чемпіонат | Національний кубок | Національний кубок | Національний кубок | Континентальні кубки | Континентальні кубки | Континентальні кубки | Інші змагання | Інші змагання | Інші змагання | Усього | Усього |
| Сезон                  | Команда                | Ліга                   | Ігор      | Голів     | Ліга               | Ігор               | Голів              | Ліга                 | Ігор                 | Голів                | Ліга          | Ігор          | Голів         | Ігор   | Голів  |
| ---------------------- | ---------------------- | ---------------------- | --------- | --------- | ------------------ | ------------------ | ------------------ | -------------------- | -------------------- | -------------------- | ------------- | ------------- | ------------- | ------ | ------ |
| січ.-лип. 2012         | «Приштина»             | ЧК                     | 0         | 0         | КК                 | 0                  | 0                  | -                    | -                    | -                    | -             | -             | -             | 0      | 0      |
| 2012–13                | «Приштина»             | ЧК                     | 0         | 0         | КК                 | 0                  | 0                  | -                    | -                    | -                    | -             | -             | -             | 0      | 0      |
| Усього за «Приштину»   | Усього за «Приштину»   | Усього за «Приштину»   | 0         | 0         |                    | 0                  | 0                  |                      | -                    | -                    |               | -             | -             | 0      | 0      |
| січ.-лип. 2014         | «Гент»                 | ПЛ                     | 5+2       | 0         | КБ                 | 0                  | 0                  | -                    | -                    | -                    | -             | -             | -             | 7      | 0      |
| 2014–15                | «Гент»                 | ПЛ                     | 0         | 0         | КБ                 | 0                  | 0                  | -                    | -                    | -                    | -             | -             | -             | 0      | 0      |
| Усього за «Гент»       | Усього за «Гент»       | Усього за «Гент»       | 5+2       | 0         |                    | 0                  | 0                  |                      | -                    | -                    |               | -             | -             | 7      | 0      |
| 2015–16                | «Руселаре»             | Д2                     | 5         | 0         | КБ                 | 0                  | 0                  | -                    | -                    | -                    | -             | -             | -             | 5      | 0      |
| 2016–17                | «Скендербеу»           | КС                     | 24        | 0         | КА                 | 7                  | 2                  | -                    | -                    | -                    | СА            | 1             | 0             | 32     | 2      |
| 2017–18                | «Скендербеу»           | КС                     | 0         | 0         | КА                 | 0                  | 0                  | ЛЄ                   | 6                    | 0                    | -             | -             | -             | 6      | 0      |
| Усього за «Скендербеу» | Усього за «Скендербеу» | Усього за «Скендербеу» | 24        | 0         |                    | 7                  | 2                  |                      | 6                    | 0                    |               | 1             | 0             | 38     | 2      |
| Усього за кар'єру      | Усього за кар'єру      | Усього за кар'єру      | 34+2      | 0         |                    | 7                  | 2                  |                      | 6                    | 0                    |               | 1             | 0             | 50     | 2      |